# Eugen Tatarinoff
Eugen Tatarinoff (* 13. Juli 1868 in Thun; † 30. September 1938 in Solothurn) war ein Schweizer Archäologe, Historiker, Burgenforscher und Bibliothekar.

## Leben
Tatarinoffs Vater Wladimir Tatarinoff, Oberst in der russischen Armee, fiel 1877 im Russisch-Türkischen Krieg in der Schlacht von Plewen. Seine Mutter Katharina (geborene Starikoff) heiratete nach dem Tod ihres Mannes den Schweizer Johann Bringolf, wodurch sie und ihr Sohn Eugen Bürger von Hallau (damals Unterhallau) wurden. Tatarinoffs Halbbruder Hans Ormund Bringolf stammte aus dieser Verbindung.
Eugen Tatarinoff absolvierte seine Gymnasialausbildung in Schaffhausen und Burgdorf BE. Er studierte in Zürich, Tübingen, Berlin und Bern und doktorierte 1892 in Zürich mit einer Arbeit über die Entstehung der Propstei Interlaken im 13. Jahrhundert. Zugleich bestand er das Diplomexamen für Fachlehrer. Von 1892 bis 1894 war er Geschichtslehrer an den Privatinstituten Minerva in Zürich und Wiget in Rorschach.
1894 trat Tatarinoff eine Stelle als Gymnasiallehrer («Professor») für Geschichte und Philosophie an der Kantonsschule Solothurn an. Er lebte bis zu seinem Tode in Solothurn und spielte bald eine wichtige Rolle im solothurnischen Geistesleben:
- 1894–1930 als Leiter der Stadtbibliothek Solothurn (dann mit der Kantonsbibliothek zur Zentralbibliothek Solothurn fusioniert)
- ab 1896 als Vorsteher der antiquarischen Abteilung des städtischen Museums
- 1905–1914 und 1920–1934 als Präsident des Historischen Vereins des Kantons Solothurn
- ab 1931 als kantonaler Konservator.

Tatarinoff war von 1912 bis 1927 ständiger Sekretär der Schweizerischen Gesellschaft für Urgeschichte, 1909–1911 und 1928–1930 deren Präsident sowie korrespondierendes Mitglied des Archäologischen Instituts Berlin und der Gesellschaft für Urgeschichte in Wien. Er publizierte zahlreiche Aufsätze zu Ur- und Frühgeschichte, mittelalterlicher Geschichte, Archäologie, Heimatkunde und Heimatschutz, unter anderem in der Neuen Zürcher Zeitung, der Vossischen Zeitung und in verschiedenen Solothurner Zeitungen, sowie einige Monographien. In einem Nachruf im Oltner Tagblatt vom 3. Oktober 1938 wird er als «Altmeister der solothurnischen Geschichtsforschung, die Seele aller Bestrebungen auf diesem Gebiete» bezeichnet.
Nachlassmaterialien von Eugen Tatarinoff, fast ausschliesslich Beiträge in Zeitungen und Zeitschriften, befinden sich in der Zentralbibliothek Solothurn. Der ur- und frühgeschichtliche Teil der von Tatarinoff begründeten Prähistorisch-Archäologischen Statistik des Kantons Solothurn wurde 1938 dem Archäologen Theodor Schweizer anvertraut.

## Burgenstreit
Um 1930 trug Eugen Tatarinoff in seiner Eigenschaft als Präsident des Historischen Vereins des Kantons Solothurn mit dem Zürcher Architekten Eugen Probst, Präsident des Schweizerischen Burgenvereins, einen heftigen öffentlichen Konflikt aus, der zur Veröffentlichung mehrerer Streitschriften führte, in denen sich die Kontrahenten gegenseitig mangelndes burgenkundliches Verständnis und fehlerhafte Burgrestaurierungen vorwarfen. Ausgangspunkt des Konflikts waren Erhaltungsarbeiten an der Burgruine Gilgenberg, deren Leitung vom solothurnischen Baudepartement dem Burgenverein übertragen werden sollte. In der Neuen Zürcher Zeitung wurde aus einer Erklärung des Baudepartements zitiert: «Dieser Übertragung wurde von Seiten des Historischen Vereins der heftigste Widerstand entgegengesetzt, so dass wir uns veranlasst sahen, den Burgenverein, gleichzeitig aber auch den Historischen Verein, von der Leitung auszuschalten.»

## Werke (Auswahl)
- Die Entwicklung der Probstei Interlaken im XIII. Jahrhundert, mit besonderer Berücksichtigung der Erwerbungen von Kirchenpatronaten. Schaffhausen : Bachmann, 1892. Diss. Zürich.
- Die Beteiligung Solothurns am Schwabenkriege bis zur Schlacht bei Dornach, 22. Juli 1499. Solothurn : A. Lüthy, 1899.
- Die Kultur der Völkerwanderungszeit im Kanton Solothurn. Solothurn : Gassmann, 1934.